# حوزه انتخابیه دوم جورجیا
حوزه انتخابیه دوم جورجیا یک حوزه انتخابیه مجلس نمایندگان آمریکا است که در ایالت جورجیا قرار دارد.